# 宋僖
宋僖，元朝末年明朝初年学者，初名玄禧，字元逸，号庸菴，浙江余姚人。

## 生平
元至正十年庚寅（1350）举人，任繁昌儒学教谕。元末兵荒马乱，回到家乡隐居。家中贫困，缺衣少食，以教书为业。
明初，曾奉诏参与《元史》（任《元史》纂修官），负责《外国传》“高丽”以下的编纂工作，还担任过《永乐大典》的编修。修史事毕，命典福建乡试。
宋僖有子梧州知府宋邦乂、广州知府宋邦哲。孙宋虞生，饶阳、宁德知县。

## 延伸阅读
[在维基数据编辑]
 《明史卷二百八十五》，出自《明史》